# Bedoeïenen in Palestina
De bedoeïenen in Palestina zijn bedoeïenen die leven in de Staat Palestina. Het overgrote deel woont op de Westelijke Jordaanoever en rond Oost-Jeruzalem. Ook in Gaza wonen bedoeïenen. Volgens traditie bestaan de bedoeïenen uit stammen die zijn onderverdeeld in clans. In het verleden konden zij vrij in de regio rondtrekken, zonder zich iets van nationale grenzen aan te hoeven trekken. Identiteit en cultuur zijn voor hen nauw verbonden met het grondgebied waarop zij leven. Door regeringspolitiek en door concurrerende volken die aanspraak op het grondgebied maakten werden zij geleidelijk gedwongen tot een bestaan op ingeperkte vaste plekken. 
De meeste bedoeïenen in Palestina zijn van oorsprong Negev-bedoeïenen. Net als de meeste andere Palestijnse vluchtelingen, moesten zij in 1947-1949 tijdens de Nakba vluchten. In 2013 leefden er rond de 40.000 bedoeïenen in de Bezette Palestijnse gebieden, voornamelijk rond Jeruzalem en in Hebron, Bethlehem, Jericho en de Jordaanvallei. Als half-nomadisch volk bedrijven zij naast het hoeden van vee, voor zover het Israëlische bezettingsleger en de Joodse nederzettingen dat toelaten, ook landbouw om in hun levensbehoeften te voorzien.

## Bedoeïenen-stammen in Palestina
De bedoeïenenstammen zijn in een grotere sociale structuur verenigd in drie grote confederaties: de Tayaha, Azazma en Tarabeen. Hierin zijn 92 individuele stammen verbonden. De meeste stammen leven in Jordanië. Grote stammen op de Westoever zijn de vijf stammen Jahalin, Ka'abneh, Rashaideh, Ramadin en Azazma, naast gemeenschappen van de Sawarka, Arenat en Amareen. De spelling van de namen verschilt, afhankelijk van de transliteratie.
UNDP geeft voor 2013 een aantal van rond 5.000 bedoeïenenfamilies die in Palestina leven en daarnaast nog eens 5.000 niet-bedoeïenenfamilies. Die laatste (niet-nomadische) zijn traditioneel verbonden met Palestijnse dorpen. Circa 3.000 bedoeïenenfamilies woonden in vluchtelingenkampen, maar zijn veelal niet als zodanig bij UNRWA geregistreerd. Van de Palestijnse bedoeïenen (15.000) leefde in 2013 60% in Zone C onder Israëlisch militair bestuur. Volgens UNRWA leefden er in 2012 circa 17.000 bedoeïenen op de Westoever.
De vijf grote bedoeïenenstammen zijn van oorsprong Negev-bedoeïenen. Net als in de Negev, worden ook in Palestina de bedoeïenendorpen in hun bestaan bedreigd. Huizen en infrastructuur, ook door de internationale gemeenschap gesteunde projecten, worden regelmatig door het leger vernietigd en de inwoners door het leger verdreven.

## Bedoeïenen op de Westelijke Jordaanoever

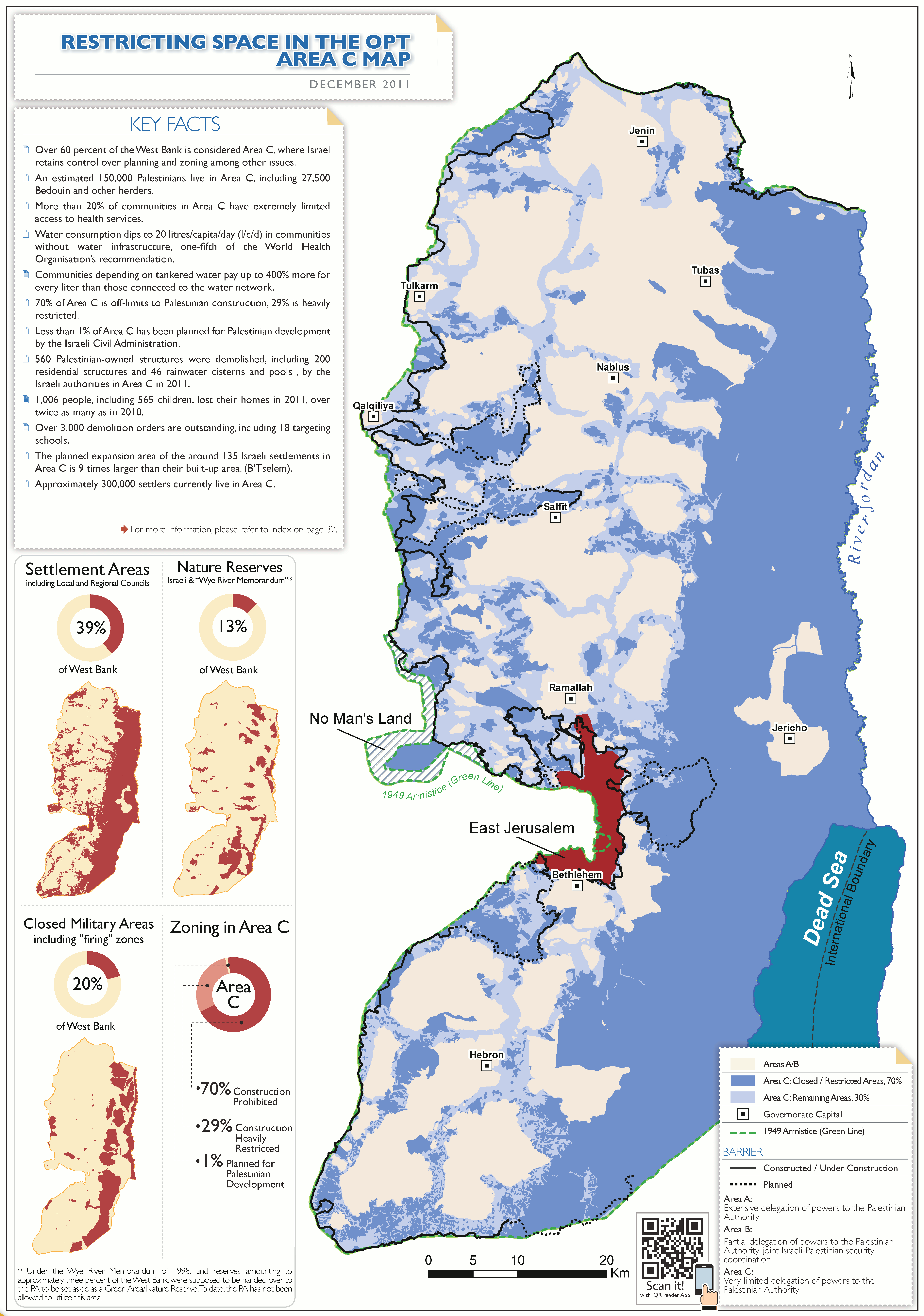
In blauw: Area C, waar Palestijnen niets te vertellen hebben; linksboven in rood: gebied dat is toegewezen aan Joodse nederzettingen (2012), inclusief de gehele Jordaanvallei; linksonder in rood: militaire zones waar de bedoeïenen worden vervolgd. (2012)

### Gebied C
Vanouds leven er bedoeïenen op de Westoever, waar zich vooral in de Jordaanvallei weidegronden bevinden. Nadat Israël dit gebied in 1967 veroverd had, konden de bedoeïenen weer relatief gemakkelijk tussen de Negev en de Westoever heen en weer reizen. Echter, ondanks de Oslo-akkoorden met vooruitzicht op een Palestijnse staat had de Palestijnse Autoriteit (de PA) al gauw geen enkele bevoegdheid meer. Meer dan 60% van de Westoever genaamd "Area C" (Gebied C) kwam tijdelijk onder civiel en militair bestuur van Israël. Dit was voornamelijk het woon- en leefgebied van bedoeïenen. Het bewonen en gebruik van het land kwam onder controle van Israël, waaronder de afgifte van bouwvergunningen, die doorgaans geweigerd worden. Hoewel deze regeling tijdelijk – tot 1999 – zou gelden, is hier nimmer een eind aan gekomen. Daarenboven bouwde Israël ook nog de Westoeverbarrière.
Israël maakte van de diplomatieke impasse na de Oslo-akkoorden gebruik om zijn nederzettingen gestaag uit te breiden. Door het aanwijzen van vrijwel het gehele gebied als militair terrein, natuurreservaat, archeologisch terrein en woongebied voor de Israëlische nederzettingen werd het verblijf van de bedoeïenen hier bestempeld als illegaal en werd hen de toegang tot hun traditionele weidegebieden en waterbronnen verhinderd. In de loop der jaren werden deze steeds meer ingelijfd ten dienste van de Israëlische inwoners van de nederzettingen. De gehele Jordaanvallei, behalve Jericho kwam sindsdien onder 'controle' van de nederzettingen en de verantwoordelijkheid van het Israëlisch Defensieleger. De bedoeïenen staan ook bloot aan kolonistengeweld en pesterijen van soldaten van het IDF.

### Verdrijving

#### Door schaapsboerderijen van kolonisten
De bedoeïenen worden sinds 1967 bedreigd met verdrijving. In 1980 werd een militaire order uitgevaardigd die het laten grazen van dieren in gesloten gebieden zonder toestemming verbood en in 1982 een die iedere soldaat de bevoegdheid gaf om dieren in beslag te nemen bij verdenking van overtreding van enige order of wet.,p.82
Traditionele gronden worden in toenemende mate door de Israëlische bezettingsmacht toegewezen aan kolonisten die illegale boerderijen in het gebied vestigen, of zichzelf voordoen als outpost voor herders. De Civil Administration stelt vervolgens grote gebieden aan de kolonisten ter beschikking als graasland. Vaak zijn dit gebieden die eerder waren aangewezen als militaire schietzone of als natuurgebied. De vestiging van nederzettingen of outposts nabij Palestijnse gemeenschappen leidt dan tot kolonistengeweld, met als gevolg de verdrijving van de Palestijnen. In februari 2025 bestemde de Civil Administration een groot gebied van 4.000 acres voor graasland, waar twee bedoeïenen-gemeenschappen waren gevestigd die daardoor werden bedreigd.
De vestiging van herdersboerderijen wordt bevorderd door de koloniserings-organisatie Amana, die ze financiert en voorziet van personeel en uitrusting. Tijdens de eerste regeerperiode van de Amerikaanse president Donald Trump van 2017 tot 2021 vond een ongekende uitbreiding plaats. De verwerving van land geschiedt veel sneller, op grotere schaal en meer verspreid, dan door middel van bouwen in gangbare nederzettingen. In mei 2022 was met zulke schaapskooien meer dan 24.000 hectare of 7% van de Westoever bezet. Deze kolonisten plegen veel geweld tegen de Palestijnse bevolking. Toen keurde een rechter van het Israëlische Hooggerechtshof, zelf een kolonist, de verdrijving van de bedoeïenen van Masafer Yatta ten gunste van de kolonisten goed. De huizen en wegen van de bedoeïenen werden gesloopt.
Kerem Navot en Peace Now rapporteerden in april 2025, dat kolonisten met steun van de regering inmiddels 14% van de Westoever hadden overgenomen door het oprichten van meer dan honderd "herders-buitenposten", daarbij effectief Palestijnen in meer dan 60 gemeenschappen uit de gebieden verdrijvend. Ruim 4 procent lag binnen de gebieden Area A en B. Meer dan 70 buitenposten werden vanaf 2022 gevestigd. Naast de grootschalige toewijzing van land met vage grenzen aan de kolonisten, werd dit door de regering gefinancierd met onder meer 54 miljoen shekel voor infrastructuur en jaarlijks 30 miljoen voor "patrouille-eenheden. Op vrijwel al de toegewezen gronden werden zonder officiële uitgifte (tenders) en bouwvergunningen illegale outposts gebouwd. De kolonisten hebben "graas-contracten" verkregen via de "Settlement Division" van de World Zionist Organization (WZO). De Palestijnse herders en boeren werden van het land verdreven met behulp van het leger.

#### Door huizensloop
Ongeveer een vijfde van de hele Westoever werd sinds de 1970er jaren aangewezen als militair gebied, 30% van heel Gebied C. In 2021 waren hierin 38 dorpen, meest van bedoeïenen of herders, geheel of gedeeltelijk gevestigd. Dit gebied werd verboden voor Palestijnen, terwijl hier circa 5.000 Palestijnen wonen (2012). Logischerwijs worden hier geen bouwvergunningen aan hen verstrekt en worden er regelmatig sloopcampagnes door het leger uitgevoerd, waarbij de inwoners herhaaldelijk huis en bezittingen kwijtraken. Vaak worden flinke boetes opgelegd of worden bewoners gevangen gezet.
In november 2020 vond in de Jordaanvallei de grootste huizensloop in het afgelopen decennium plaats. In het dorpje Khirbet Humsu in het noorden vernielde het Israëlische leger met bulldozers en zware uitrusting 18 tenten en bijbehorende bouwsels, waarmee 74 mensen, inclusief 41 minderjarigen dakloos werden gemaakt. De troepen vernielden stallen, drinkbakken en omheiningen voor het vee, kooktenten, zonnepanelen en watercontainers. De soldaten stalen 30 ton veevoer, een voertuig en twee tractoren. Een deel van de bouwsels was gedoneerd via internationale hulp. De actie vond plaats terwijl de wereld was gefocust op de Amerikaanse verkiezingen die op die dag plaatsvonden. Het vond plaats onder het mom van het ontbreken van bouwvergunningen. Eerder dat jaar waren er op de Westoever al 111 huizen gesloopt, het hoogste aantal sinds 2016.

#### Door kolonistengeweld
In 2022 begon een systematische verdrijving van gemeenschappen van bedoeïenen en herders bij gezamenlijke acties van plaatselijke kolonisten en het leger. Ze vallen de 
Palestijnen aan en mishandelen hen, dringen hun huizen binnen en vernielen hun bezittingen. Na de Hamas-aanval op 7 oktober 2023 nam deze trent een hoge vlucht. B'Tselem publiceerde een kaart waarop meer dan 50 plaatsen waren aangegeven waar tussen 2022 en 2024 gemeenschappen geheel waren verdreven.
Volgens een VN-rapport van september 2023, werden er sinds 2022 zo'n 1100 Palestijnen op de Westoever verdreven door geweld van onder meer de Hilltop Youth uit de nederzettingen. Dat had te maken met de uitbreiding van de Israëlische nederzettingen onder de extreemrechtse regering onder premier Benjamin Netanyahu, waarvan minister van Financiën Bezalel Smotrich ook zeggenschap kreeg over de nederzettingen. Hij, evenals meerdere ministers, onder wie Itamar Ben-Gvir van Openbare Veiligheid, wonen zelf in de illegale nederzettingen.
In de maand december 2023, sinds de oorlog in Gaza, werden 146 gewelddadigheden tegen bedoeïenengemeenschappen gerapporteerd door de Al-Baydar Organisatie voor de Verdediging van Bedoeïenen Rechten. Dit geweld betrof fysieke aanvallen op burgers, verwoestingen van woningen, confiscatie van land, ontwortelen en vernieling van de oogst, toe-eigenen van eigendommen, neerzetten van nieuwe illegale buitenposten vanuit de nederzettingen, psychische mishandeling, slooporders, nachtelijk aanbrengen van hinderlagen om inwoners te terroriseren, en het voor herders verhinderen van toegang tot hun weidegrond. De gouvernementen Hebron en Bethlehem hadden het meest te lijden onder aanvallen.
In april 2025 werden alle vier Palestijnse families, bestaande uit 32 leden, inclusief 20 kinderen, van de Barriyet al Maniya herdersgemeenschap in het Bethlehem-gouvernement uit hun dorp verdreven bij een serie aanvallen door kolonisten, vermoedelijk afkomstig uit een nabijgelegen outpost die in 2023 was opgericht. Zij vormden de laatste Palestijnse gemeenschap in het gebied.

## E1-gebied

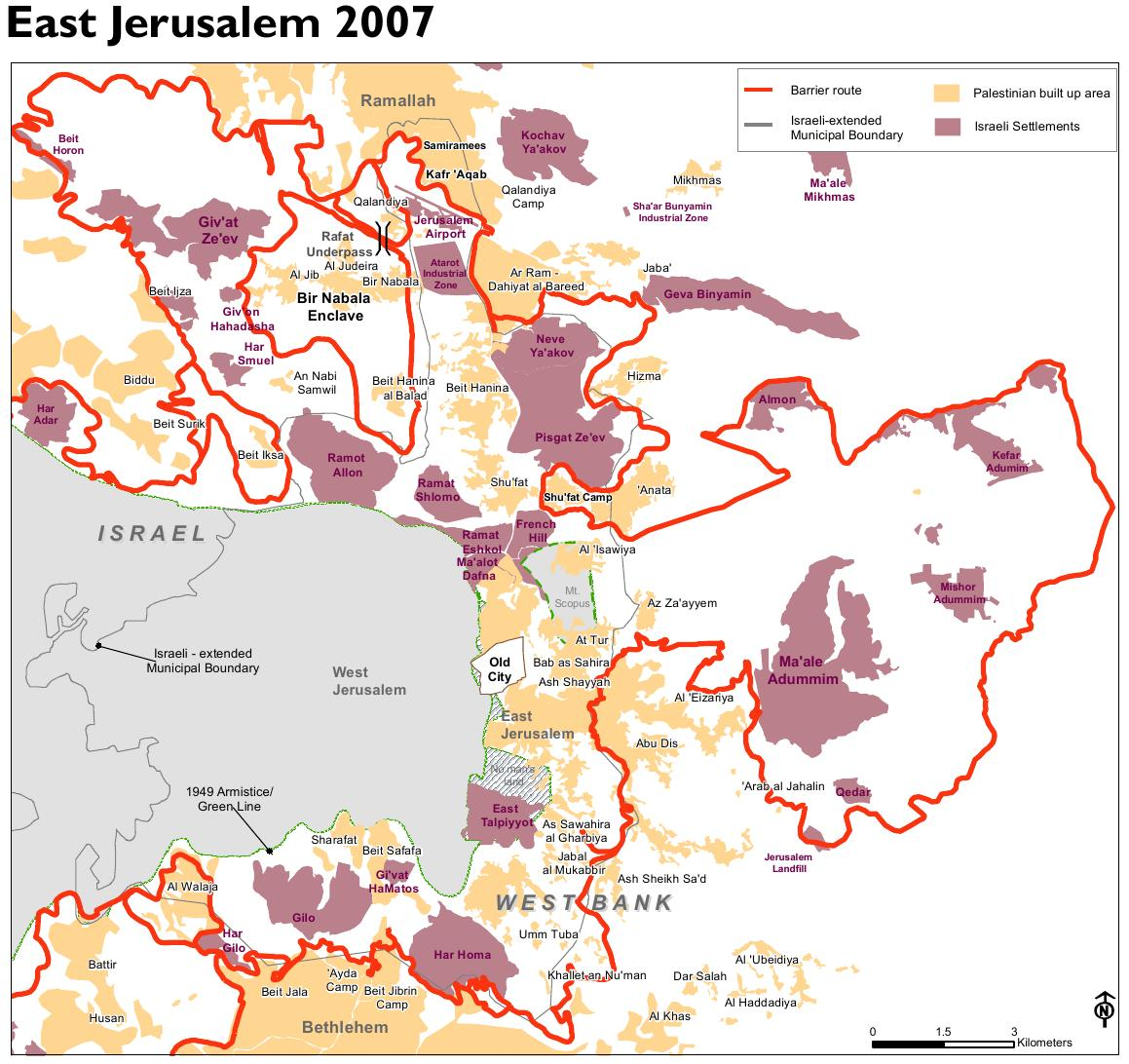
Route van de Israëlische Westoeverbarrière rondom Oost-Jeruzalem en de nederzettingen. Midden-rechts E1 en Ma'ale Adoemim

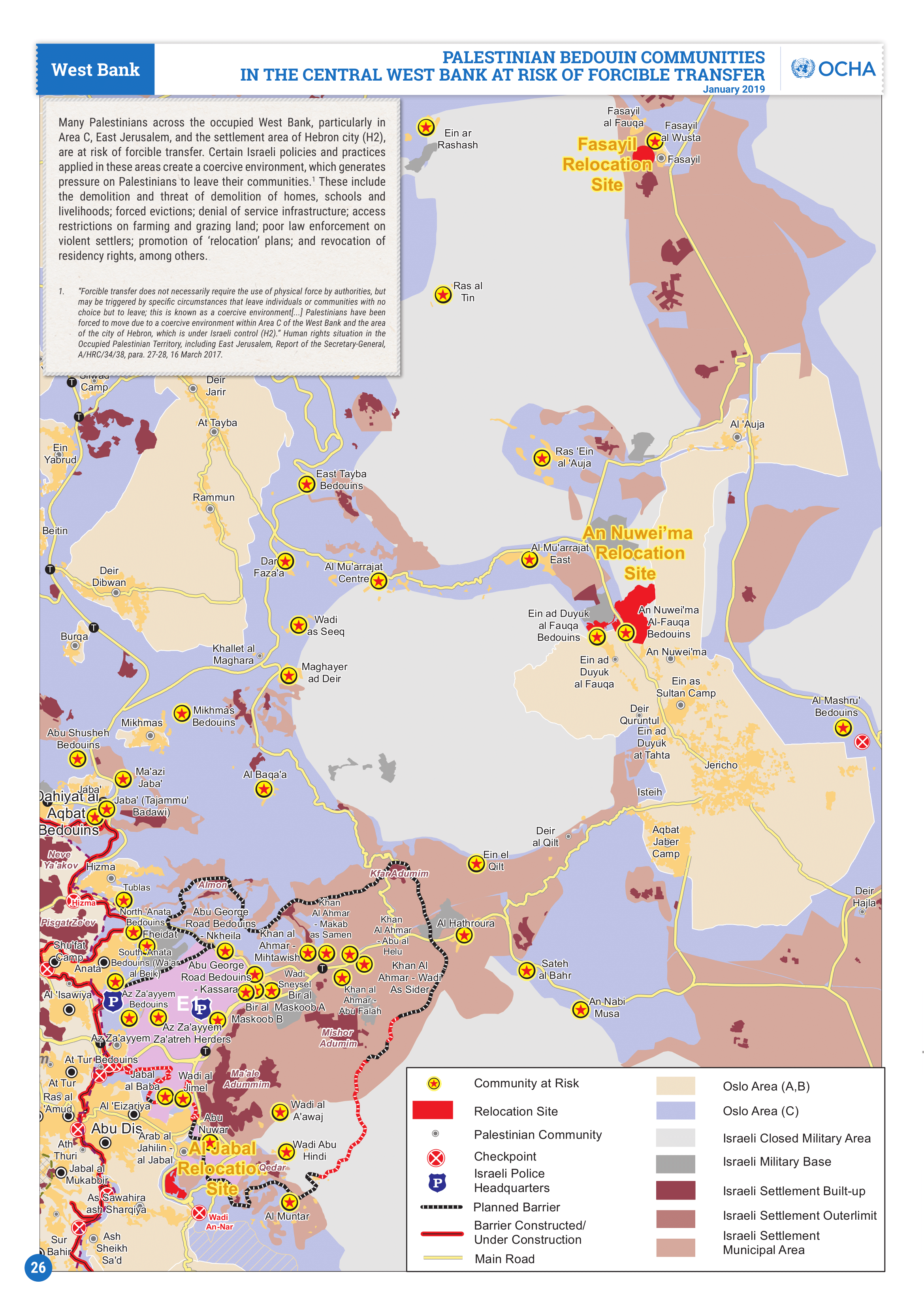
Met verwoesting en deportatie bedreigde bedoeïenen-gemeenschappen/dorpjes (2019)

Op de gehele Westoever worden de bedoeïenengemeenschappen systematisch vervolgd, omdat Israël het grondgebied wil gebruiken voor uitbreiding van zijn nederzettingen. In het E1-gebied ten oosten van Oost-Jeruzalem heeft Israël daartoe in 1999 een masterplan opgesteld. Tot de bedoeïenen die daarvan het slachtoffer zijn behoren de Jahalin, die eind 1990er jaren door het Israëlische leger naar de heuvels ten oosten van Jeruzalem waren verdreven, om plaats te maken voor een eerdere uitbreiding van de nederzetting Ma'ale Adoemim.
In september 2014 begon Israëls civiel bestuur, in weerwil van de aanbeveling van het Hooggerechtshof, stappen te ondernemen om duizenden bedoeïenen van hun leef- en grondgebied ten oosten van Jeruzalem met geweld te verdrijven naar een nieuwe stad in de Jordaanvallei ten gunste van de uitbreiding van nederzettingen.
Op 19 januari 2016 riepen Robert Piper, de coördinator van de Humanitarian and UN Development Activities for the occupied Palestinian territory (oPt), en Felipe Sanchez, de directeur van United Nations Relief and Works Agency for Palestine Refugees in the Near East (UNRWA) Operations West Bank, Israël op om onmiddellijk zijn plannen te staken om binnen bezet Palestijns gebied Palestijnse bedoeïenen te deporteren. De oproep volgde na een bezoek van diplomaten van 17 landen aan het Palestijnse bedoeïenendorp Abu Nuwar bij Jeruzalem, waar recentelijk verwoestingen waren uitgevoerd en door hulporganisaties gedoneerde materialen door de Israëlische autoriteiten waren geconfisqueerd. Abu Nuwar moet wijken voor uitbreiding van de nederzetting Ma'ale Adoemim en is een van de 46 dorpjes op de Palestijnse Westelijke Jordaanoever die ontruimd zijn of nog worden. De meeste bewoners van deze dorpjes zijn Palestijnse vluchtelingen en bedoeïenen. Het grondgebied van dit en andere Palestijnse dorpjes wordt gebruikt om de nederzetting uit te breiden en bij de Israëlische Gemeente Jeruzalem te voegen. Begin juli 2018 werd Abu Nawar verwoest.
Op vrijdag 17 november 2017 kregen ook de inwoners van het bedoeïenendorpje Jabal al-Baba in de omgeving van Jeruzalem bevel om uit hun woningen te vertrekken. De kleuterschool werd verwoest. In juli 2018 werd de herbouwde kleuterschool samen met een activiteitencentrum voor vrouwen, die met financiële hulp van de Europese Unie waren gebouwd, verwoest.
Voor Khan al-Ahmar is op 5 juli 2018 bij het Israëlische Hooggerechtshof een kort uitstel afgedwongen en zou op 11 juli een beslissing vallen. De Verenigde Naties riepen Israël op af te zien van de verwoesting, aangezien dat een schending is van internationaal recht. Een groot aantal diplomaten van meerdere Europese landen werden bij hun bezoek aan Khan al-Ahmar door het leger geweerd. Het Verenigd Koninkrijk, Frankrijk, Duitsland, Italië en Spanje hadden bij de Israëlische autoriteiten een dringend officieel protest ingediend tegen de verwoesting. Verwoesting van dorpen tezamen met een uitbreiding van nederzettingen zou de tweestatenoplossing in gevaar brengen en uitzicht op een langdurige vrede ondermijnen. Ze wezen Israël op zijn verantwoordelijkheid om zich te houden aan zijn verplichtingen als bezettende macht met betrekking tot de internationale wetten voor de mensenrechten. 
Vanaf 13 september 2018 blokkeerden Israëlische strijdkrachten met bulldozers de wegen naar Kahan al-Ahmar om de honderden mensen, die uit solidariteit met de inwoners van het dorpje protesteerden tegen de verwoestingen, te weren. Ook vertegenwoordigers van de Wereldraad van Kerken (WCC-EAPPI), die met hun aanwezigheid de Palestijnen onder de bezetting bijstaan en de situatie documenteren, zijn als getuigen hierbij aanwezig. Hun werk wordt echter door de Israëlische regering steeds verder tegengewerkt. Bij dit vreedzame verzet vielen gewonden en er werden arrestaties verricht.

## Gaza-bedoeïenen
Tijdens de Nakba, van 1947-1949, vluchtten tienduizenden Negev-bedoeïenen naar Gaza. De Bani Amer-stam verhuisde echter al begin 18de eeuw, vanwege onderlinge conflicten, als eerste stam vanuit de Negev naar Gaza. Deze vestigde zich aan de oostgrens en nam de traditie van kamelenteelt met zich mee. In de 21ste eeuw wordt deze traditie nog altijd in stand gehouden, ondanks moeilijke omstandigheden wegens de Israëlische bezetting en de hoge bevolkingsdruk. Door de relatief kleine oppervlakte van Gaza is de hoeveelheid weidegrond uiteraard beperkt.
In 2013 waren er zo'n 800 kamelen in Gaza. De kamelen worden gehouden voor vlees, zuivel en recreatieve doeleinden, zoals feesten en partijen. Kamelenmelk wordt als heilzaam beschouwd. Zij kunnen ook deel uitmaken van een bruidsschat. In het centraal gelegen Dayr al-Balah wonen leden van de Sawarka-stam. Ook hier is er een kamelentraditie.